# Franz Abeck
Franz Abeck (* 20. Dezember 1898 in Düsseldorf; † nach 1931) war ein deutscher Landschafts-, Stillleben- und Tiermaler der Düsseldorfer Schule.

## Leben
Abeck erhielt vermutlich Privatunterricht bei Georg Oeder in Düsseldorf. Dort ist er für die Jahre 1931 und 1932 als „Dekorationsmaler“ nachgewiesen. Ferner war er im erzgebirgischen Annaberg ansässig. Er malte Landschaften, Blumen und Tiere in Aquarell und Öl.